# Зарайск (муниципальный округ)
Муниципа́льный о́круг Зара́йск — муниципальное образование на юго-востоке Московской области России, соответствующее по административно-территориальному делению городу областного подчинения Зара́йск с административной территорией.
Административный центр — город Зарайск.
До 2017 года — Зарайский район, административно-территориальная единица (район) и муниципальное образование (муниципальный район). 10 января 2017 года Зарайский муниципальный район был преобразован в городской округ Зарайск. 23 апреля 2017 года Зарайский административный район был преобразован в город областного подчинения Зарайск с административной территорией.
С 1 января 2025 года городской округ Зарайск преобразован в муниципальный округ Зарайск.

## География

### Географическое положение
Район расположен на юго-востоке Московской области, граничит с Луховицким (на северо-востоке), Озёрским (на северо-западе), Каширским (на западе), Серебряно-Прудским (на юге) районами Московской области и с Рыбновским районом Рязанской области (на юго-востоке).
Площадь района составляет 967,68 км², протяжённость границ — 200 км.
Территория района расположена на северо-восточной окраине Среднерусской возвышенности, в зоне перехода к Мещёрской низменности. Наивысшая точка района — около 250 м над уровнем моря (Алтуховские высоты около д. Алтухово), самая низкая — около 100 м (в долине Осетра). Основная поверхность находится в пределах 120—200 м над уровнем моря.

### Реки
Крупных рек и естественных озёр на территории Зарайского района нет. Главная река, протекающая в районе, — Осётр. Длина его участка на территории Зарайского района составляет 70 км. На протяжении этого пути Осётр вбирает в себя 45 притоков длиной от 33 км и менее, наиболее крупные из которых — верхний Осётрик и нижний Осётрик, Рудница, Незнанка, Тюфитка, Монастырка. Все реки не судоходны. Большая часть всех рек района являются притоками Осетра, лишь некоторые впадают в Вожу и Большую Смедову. Общая густота речной сети — 0,28 км/км².

### Леса
Леса района в основном смешанные. Они занимают площадь 11 742 га (12 % общей территории района). Средний возраст деревьев 58 лет. Основные деревья — берёзы, дубы, липы, осины; кустарники — лещина, бересклет, шиповник, бузина. Также в лесах много плодовых деревьев (яблонь и груш).

### Климат
Зарайский район располагается в зоне умеренно континентального климата с некоторыми морскими чертами. Морской атлантический воздух приходит в район в основном летом, влияние континентального воздуха Арктики ощущается в течение всего года.
Среднегодовая температура от +3,5 °C до +4,3 °C. Самый жаркий месяц — июль (средняя температура около +21 °C), самый холодный — январь (средняя температура около −11 °C). Минимальная температура на территории Зарайского района (−43 °C) зафиксирована 17 января 1940 года, а максимальная (+36 °C) — летом 1960 года.
Преобладают ветры западных и юго-западных направлений. Средняя скорость ветра зимой 3,7—5,3 м/с, летом 2,6—3,3 м/с. Согласно многолетним наблюдениям, Зарайский район относится к зоне повышенной активности смерчей : зарождения смерчей зафиксированы в 1970, 1971, 1984, 1987, 1994, 1997 годах.
Среднегодовое количество осадков около 500 мм, причём наибольшее их количество выпадает летом (200 мм). Максимум осадков (65—67 мм) приходится на июль, минимум (22—27 мм) — на февраль.

### Почвы
Основная часть почв Зарайского района — малоплодородные серые лесные, преимущественно суглинистые по составу. Преобладают близкие к нейтральным слабокислые почвы с очень высоким содержанием подвижного фосфора и высоким содержанием обменного калия.

### Полезные ископаемые
Полезных ископаемых на территории Зарайского района немного, все они относятся к группе нерудных. Наиболее важные ископаемые — известняки и доломиты. Очень большие запасы песка, глины и суглинков, есть небольшие залежи торфа.
К полезным ископаемым можно отнести природные подземные воды, насыщенные радоном. Концентрация радона в некоторых источниках даёт возможность в перспективе использовать их в лечебных целях (радонолечебницы).

## История
Первые упоминания о Зарайском удельном княжестве относятся к 1224 году («Повесть о принесении иконы Николы Заразского из Корсуня»). Зарайский уезд Рязанской губернии, образованный в 1778 году, в своих границах, в основном, соответствовал уделу, и в начале XX века имел площадь 247 718 десятин, в нём было 740 населённых пунктов с общим населением 160 585 человек.
Зарайский район образован в 1929 году и включён в Коломенский округ Московской области. Из состава прежнего уезда были выделены Белоомутский и Луховицкий районы, часть населённых пунктов были переданы Озёрскому и Коломенскому районам Московской области и Рыбновскому району Рязанской области.
На 1929—1932 годы приходится массовая коллективизация сельского хозяйства Зарайского района. К концу 1940-х годов в районе насчитывалось 147 колхозов. В 1950 году для улучшения экономического положения коллективных хозяйств было принято решение об их укрупнении, и к 1954 году число колхозов уменьшилось до 32. Однако эти меры не привели к повышению рентабельности сельского хозяйства, и в 1960—1981 годах все нерентабельные колхозы (за исключением «Памяти Ильича») были преобразованы в совхозы.
14 января 1929 года Московская и Рязанская губернии были упразднены и части Каширского и Зарайского уездов вошли в состав Центрально-Чернозёмной области.
При образовании района 12 июля 1929 году в его состав вошли следующие сельсоветы:
- из Достоевской волости Каширского уезда: Алферьевский, Болотненский, Дубакинский, Журавенский, Крутовский, Моногаровский, Хлоповский, Черневский
- из Григорьевской волости Зарайского уезда: Долговский, Жилконский, Клин-Бельдинский, Латыгорский, Рассохтовский, Саблинский, Ситьковский, Староподастрамьевский, Филипповический
- из Зарайской волости Зарайского уезда: Апонитищевский, Аргуновский, Баребинский, Беспятовский, Больше-Белынический, Борисово-Околицкий, Верхне-Масловский, Дятловский, Жемовский, Зименковский, Ильицинский, Каринский, Кармановский, Клепальниковский, Кобыльский, Козловский, Косовский, Кувшиновский, Кудиновский, Куковский, Летуновский, Ломтевский, Макеевский, Мало-Белынический, Мало-Ескинский, Машоновский, Мендюкинский, Мишинский, Новосёлковский, Овечкинский, Пенкинский, Перепелкинский, Печерниковский, Плуталовский, Пронюхловский, Прудковский, Пыжевский, Пяткинский, Радушинский, Ратьковский, Рожновский, Секиринский, Солоповский, Староподгородненский, Столповский, Стрелецкий, Трасненский, Трегубовский, Широбоковский.

20 мая 1930 года Крутовский с/с был передан в Каширский район.
10 августа 1934 года был упразднён Долговский с/с.
В 1935 году был восстановлен Долговский с/с и образован Протекинский с/с.
5 апреля 1936 года были упразднены Кувшиновский, Мало-Белынический, Новоселковский, Радушинский, Рассохтовский, Ратьковский, Рожновский, Солоповский, Филипповический и Черневский с/с.
17 июля 1939 года был упразднены Алферьевский, Апонитищевский, Борисово-Околицкий, Верхне-Масловский, Жилконский, Клепальниковский, Косовский, Кудиновский, Куковский, Латыгорский, Летуновский, Ломтевский, Моногаровский, Овечкинский, Перепелкинский, Плуталовский, Пронюхловский, Прудковский, Пыжевский, Секиринский, Ситьковский, Староподастрамьевский, Столповский и Широбоковский с/с. Дубакинский с/с был переименован в Черневский.
14 июня 1954 года были упразднены Аргуновский, Баребинский, Болотненский, Долговский, Дятловский, Журавенский, Зименковский, Кобыльский, Козловский, Мало-Ескинский, Мендюкинский, Мишинский, Печерниковский, Протекинский, Пяткинский, Саблинский, Староподгородненский, Стрелецкий и Трегубовский с/с. Образованы Больше-Ескинский, Летуновский и Струпненский с/с.
1 февраля 1963 года город Зарайск отнесён к категории городов областного подчинения (Указ Президиума Верховного совета РСФСР) (Ведомости Верховного Совета РСФСР. — 1963. — № 5 (227) от 7 февраля. — С. 161—162).
Указом Президиума Верховного совета РСФСР от 1 февраля 1963 года Зарайский район был упразднён, а его территория вошла в состав Коломенского укрупнённого сельского района. Однако 13 января 1965 года Зарайский район вновь был восстановлен в своих прежних границах.
20 декабря 1966 года был упразднён Клин-Бельдинский с/с. Ильицинский с/с переименован в Масловский. Образован Протекинский с/с.
10 сентября 1968 года были упразднены Жемовский, Больше-Белынический и Трасненский с/с. Кармановский с/с был переименован в Авдеевский, Больше-Ескинский — в Ерновский, Пенкинский — в Новоселковский, Хлоповский — в Журавенский. Образован Алферьевский с/с.
3 февраля 1994 года сельсоветы были преобразован в сельские округа.
15 июня 1997 года были упразднены Беспятовский и Новоселковский с/о. Образован Гололобовский с/о.
1 февраля 2001 года город Зарайск утратил статус города областного подчинения (Закон Московской области от 17 января 2001 года № 12/2001-ОЗ, "Подмосковные известия", № 20, 01.02.2001).
В 2005 году сельские округа были упразднены и образованы четыре сельских поселения Гололобовское, Каринское, Струпненское, Машоновское и городское поселение Зарайск.
10 января 2017 года законом № 206/2016-ОЗ муниципальное образование Зарайский муниципальный район было преобразовано в муниципальное образование городской округ Зарайск с упразднением всех ранее входивших в него городского и сельских поселений.
14 марта 2017 года упразднены сельские поселения Гололобовское, Каринское, Машоновское и Струпненское (Постановление Губернатора Московской области от 14 марта 2017 года № 86-ПГ, Официальный Интернет-портал Правительства Московской области https://mosreg.ru, 14.03.2017).
23 апреля 2017 года административно-территориальная единица Зарайский район была преобразована в город областного подчинения с административной территорией.

## Население
| 1931    | 1939    | 1959    | 1970    | 1979    | 1989    | 2002    | 2006    | 2009    |
| ------- | ------- | ------- | ------- | ------- | ------- | ------- | ------- | ------- |
| 60 391  | ↘49 268 | ↘40 221 | ↘16 724 | ↘16 324 | ↗18 104 | ↗41 974 | ↗43 151 | ↘41 260 |
| 2010    | 2011    | 2012    | 2013    | 2014    | 2015    | 2016    | 2017    | 2018    |
| ↗41 912 | ↘41 675 | →41 675 | ↘41 552 | ↘41 065 | ↘40 672 | ↘40 149 | ↘39 669 | ↘39 267 |
| 2019    | 2020    | 2021    | 2023    | 2024    |         |         |         |         |
| ↘38 922 | ↘38 742 | ↘36 827 | ↘36 534 | ↗36 618 |         |         |         |         |

### Урбанизация
На 2019 57,69%.

### Национальный состав
По данным на 2002 год (для Зарайского района данные 2000 года):
| Народ    | Доля в Зарайском районе | Доля в Московской области | Доля в России |
| -------- | ----------------------- | ------------------------- | ------------- |
| русские  | 94,2 %                  | 90,0 %                    | 79,8 %        |
| мордва   | 2,2 %                   | 0,3 %                     | 0,6 %         |
| украинцы | 1,3 %                   | 2,2 %                     | 2,0 %         |
| татары   | 0,4 %                   | 0,8 %                     | 3,8 %         |
| чуваши   | 0,4 %                   | 0,2 %                     | 1,1 %         |
| белорусы | 0,3 %                   | 0,6 %                     | 0,6 %         |
| другие   | 1,2 %                   | 5,9 %                     | 12,1 %        |

По итогам переписи населения 2020 года проживали следующие национальности (национальности менее 0,1 % и другое, см. в сноске к строке «Другие»):
| Национальность | Численность, чел. | Доля     |
| -------------- | ----------------- | -------- |
| Русские        | 33 278            | 90,36 %  |
| Мордва         | 470               | 1,28 %   |
| Украинцы       | 186               | 0,51 %   |
| Армяне         | 163               | 0,44 %   |
| Татары         | 135               | 0,37 %   |
| Чуваши         | 72                | 0,20 %   |
| Узбеки         | 49                | 0,13 %   |
| Молдаване      | 47                | 0,13 %   |
| Таджики        | 44                | 0,12 %   |
| Другие         | 2383              | 6,46 %   |
| Итого          | 36 827            | 100,00 % |

Образованность
Уровень образования населения по данным на 2002 год (для Зарайского района данные 2000 года) (2000):
| Уровень образования      | Доля в Зарайском районе | Доля в Московской области | Доля в России |
| ------------------------ | ----------------------- | ------------------------- | ------------- |
| без образования          | 10,1 %                  | 0,4 %                     | 1,0 %         |
| начальное                | 43,8 %                  | 5,8 %                     | 7,7 %         |
| среднее общее            | 22,0 %                  | 29,2 %                    | 31,3 %        |
| среднее профессиональное | 18,5 %                  | 27,9 %                    | 27,1 %        |
| незаконченное высшее     | 0,6 %                   | 3,6 %                     | 3,1 %         |
| высшее                   | 5,0 %                   | 20,6 %                    | 16,0 %        |

Гендерный состав
Соотношение числа мужчин и женщин:
| Пол     | Доля в Зарайском районе | Доля в Московской области | Доля в России |
| ------- | ----------------------- | ------------------------- | ------------- |
| мужчины | 45,4 %                  | 45,9 %                    | 46,6 %        |
| женщины | 54,6 %                  | 54,1 %                    | 53,4 %        |

## Муниципально-территориальное устройство
С 2006 до 2017 гг. в Зарайский муниципальный район входили одно городское и четыре сельских поселения:
| № | Городское и сельские поселения   | Административный центр | Количество населённых пунктов | Население | Площадь , км2 |
| - | -------------------------------- | ---------------------- | ----------------------------- | --------- | ------------- |
| 1 | Городское поселение Зарайск      | город Зарайск          | 1                             | ↘20 383   | 21,78         |
| 2 | Сельское поселение Гололобовское | деревня Гололобово     | 36                            | ↘4394     | 265,42        |
| 3 | Сельское поселение Каринское     | деревня Карино         | 35                            | ↘5150     | 273,49        |
| 4 | Сельское поселение Машоновское   | деревня Мендюкино      | 22                            | ↗3667     | 199,71        |
| 5 | Сельское поселение Струпненское  | село Чулки-Соколово    | 31                            | ↘3090     | 207,28        |

10 января 2017 года поселения упразднены с преобразованием муниципального района в городской округ.

## Населённые пункты
| №   | Населённый пункт                             | Тип     | Население | бывшее муниципальное образование |
| --- | -------------------------------------------- | ------- | --------- | -------------------------------- |
| 1   | Авдеево                                      | деревня | ↗977      | сельское поселение Каринское     |
| 2   | Авдеевские Выселки                           | деревня | ↘0        | сельское поселение Каринское     |
| 3   | Алтухово                                     | деревня | ↘36       | сельское поселение Гололобовское |
| 4   | Алтухово                                     | село    | ↘57       | сельское поселение Каринское     |
| 5   | Алферьево                                    | деревня | ↗679      | сельское поселение Струпненское  |
| 6   | Апонитищи                                    | деревня | ↘92       | сельское поселение Гололобовское |
| 7   | Аргуново                                     | деревня | →1        | сельское поселение Машоновское   |
| 8   | Астрамьево                                   | деревня | ↗25       | сельское поселение Гололобовское |
| 9   | Бавыкино                                     | деревня | ↗9        | сельское поселение Гололобовское |
| 10  | Баребино                                     | деревня | ↘4        | сельское поселение Машоновское   |
| 11  | Березники                                    | деревня | ↘0        | сельское поселение Каринское     |
| 12  | Беспятово                                    | деревня | ↗344      | сельское поселение Гололобовское |
| 13  | Болваньково                                  | деревня | →1        | сельское поселение Каринское     |
| 14  | Болотня                                      | деревня | ↘5        | сельское поселение Струпненское  |
| 15  | Большие Белыничи                             | деревня | ↗192      | сельское поселение Каринское     |
| 16  | Большое Еськино                              | деревня | ↗9        | сельское поселение Гололобовское |
| 17  | Борисово-Околицы                             | деревня | ↗55       | сельское поселение Гололобовское |
| 18  | Бровкино                                     | деревня | ↘0        | сельское поселение Струпненское  |
| 19  | Великое Поле                                 | деревня | ↗106      | сельское поселение Машоновское   |
| 20  | Верхнее Вельяминово                          | деревня | ↘1        | сельское поселение Гололобовское |
| 21  | Верхнее Плуталово                            | деревня | ↘10       | сельское поселение Гололобовское |
| 22  | Верхнее-Маслово                              | деревня | ↘61       | сельское поселение Струпненское  |
| 23  | Веселкино                                    | деревня | →0        | сельское поселение Каринское     |
| 24  | Воронино                                     | деревня | ↗58       | сельское поселение Гололобовское |
| 25  | Гололобово                                   | деревня | ↘1088     | сельское поселение Гололобовское |
| 26  | Гремячево                                    | деревня | →2        | сельское поселение Машоновское   |
| 27  | Давыдово                                     | деревня | ↘5        | сельское поселение Каринское     |
| 28  | Даровое                                      | деревня | ↗3        | сельское поселение Струпненское  |
| 29  | Добрая Слободка                              | деревня | ↘5        | сельское поселение Каринское     |
| 30  | Дубакино                                     | деревня | ↘3        | сельское поселение Машоновское   |
| 31  | Дятлово-1                                    | деревня | ↘2        | сельское поселение Струпненское  |
| 32  | Дятлово-2                                    | деревня | ↘11       | сельское поселение Струпненское  |
| 33  | Дятлово-3                                    | деревня | ↘92       | сельское поселение Каринское     |
| 34  | Ерново                                       | деревня | ↗788      | сельское поселение Гололобовское |
| 35  | Жемово                                       | село    | ↘32       | сельское поселение Струпненское  |
| 36  | Жилконцы                                     | деревня | ↘72       | сельское поселение Гололобовское |
| 37  | Журавна                                      | деревня | ↘820      | сельское поселение Струпненское  |
| 38  | Зайцево                                      | деревня | ↗39       | сельское поселение Струпненское  |
| 39  | Замятино                                     | деревня | ↘2        | сельское поселение Гололобовское |
| 40  | Зарайск                                      | город   | ↘20 383   | городское поселение Зарайск      |
| 41  | Зарайский                                    | посёлок | ↘672      | сельское поселение Каринское     |
| 42  | Зимёнки-1                                    | деревня | ↘247      | сельское поселение Каринское     |
| 43  | Злыхино                                      | деревня | ↘6        | сельское поселение Гололобовское |
| 44  | Иванчиково                                   | деревня | ↗116      | сельское поселение Струпненское  |
| 45  | Иваньшево                                    | деревня | ↘0        | сельское поселение Струпненское  |
| 46  | Ивашково                                     | деревня | ↘6        | сельское поселение Каринское     |
| 47  | Ильицино                                     | деревня | ↘6        | сельское поселение Гололобовское |
| 48  | Истоминка                                    | деревня | ↘22       | сельское поселение Струпненское  |
| 49  | Карино                                       | деревня | ↘209      | сельское поселение Каринское     |
| 50  | Карманово                                    | деревня | ↗21       | сельское поселение Каринское     |
| 51  | Клепальники                                  | деревня | →0        | сельское поселение Гололобовское |
| 52  | Клин-Бельдин                                 | деревня | ↗67       | сельское поселение Гололобовское |
| 53  | Кобылье                                      | деревня | ↘31       | сельское поселение Каринское     |
| 54  | Козловка                                     | деревня | ↘196      | сельское поселение Гололобовское |
| 55  | Комово                                       | деревня | ↘9        | сельское поселение Струпненское  |
| 56  | Косовая                                      | деревня | ↗15       | сельское поселение Струпненское  |
| 57  | Крутой Верх                                  | деревня | ↘14       | сельское поселение Каринское     |
| 58  | Кувшиново                                    | деревня | ↗25       | сельское поселение Каринское     |
| 59  | Кудиново                                     | деревня | ↗9        | сельское поселение Каринское     |
| 60  | Куково                                       | деревня | ↗76       | сельское поселение Каринское     |
| 61  | Латыгори                                     | деревня | →6        | сельское поселение Каринское     |
| 62  | Летуново                                     | деревня | ↗844      | сельское поселение Каринское     |
| 63  | Логвёново                                    | деревня | ↘8        | сельское поселение Каринское     |
| 64  | Макеево                                      | село    | ↗1413     | сельское поселение Каринское     |
| 65  | Малое Еськино                                | деревня | →6        | сельское поселение Гололобовское |
| 66  | Малые Белыничи                               | деревня | ↗5        | сельское поселение Каринское     |
| 67  | Маркино                                      | деревня | ↗13       | сельское поселение Машоновское   |
| 68  | Масловский                                   | посёлок | ↗1187     | сельское поселение Гололобовское |
| 69  | Машоново                                     | деревня | ↗52       | сельское поселение Машоновское   |
| 70  | Мендюкино                                    | деревня | ↘1375     | сельское поселение Машоновское   |
| 71  | Михалёво                                     | деревня | ↘13       | сельское поселение Струпненское  |
| 72  | Мишино                                       | деревня | ↗13       | сельское поселение Гололобовское |
| 73  | Моногарово                                   | деревня | ↘89       | сельское поселение Струпненское  |
| 74  | Назарьево                                    | деревня | ↘7        | сельское поселение Струпненское  |
| 75  | Нижнее Вельяминово                           | деревня | ↘15       | сельское поселение Гололобовское |
| 76  | Нижнее Плуталово                             | деревня | →0        | сельское поселение Гололобовское |
| 77  | Никитино                                     | деревня | ↗15       | сельское поселение Каринское     |
| 78  | Никольское                                   | деревня | ↘2        | сельское поселение Струпненское  |
| 79  | Новая Деревня                                | деревня | ↗21       | сельское поселение Струпненское  |
| 80  | Новоселки                                    | деревня | ↘354      | сельское поселение Гололобовское |
| 81  | Овечкино                                     | деревня | ↗105      | сельское поселение Машоновское   |
| 82  | Озерки                                       | деревня | ↘3        | сельское поселение Струпненское  |
| 83  | Отделения 2 совхоза «Зарайский»              | посёлок | ↗185      | сельское поселение Каринское     |
| 84  | Пенкино                                      | деревня | ↗16       | сельское поселение Гололобовское |
| 85  | Перепёлкино                                  | деревня | ↘8        | сельское поселение Каринское     |
| 86  | Пески                                        | деревня | ↗2        | сельское поселение Струпненское  |
| 87  | Печерники                                    | деревня | ↘191      | сельское поселение Каринское     |
| 88  | Потлово                                      | деревня | ↘1        | сельское поселение Машоновское   |
| 89  | Пронюхлово                                   | деревня | ↗53       | сельское поселение Машоновское   |
| 90  | Протекино                                    | село    | ↗689      | сельское поселение Машоновское   |
| 91  | Прудки                                       | деревня | ↗7        | сельское поселение Гололобовское |
| 92  | Пыжово                                       | деревня | ↘106      | сельское поселение Каринское     |
| 93  | Радушино                                     | деревня | ↘19       | сельское поселение Машоновское   |
| 94  | Рассохты                                     | деревня | ↘11       | сельское поселение Гололобовское |
| 95  | Ратькино                                     | деревня | ↗5        | сельское поселение Машоновское   |
| 96  | Рожново                                      | деревня | ↗21       | сельское поселение Каринское     |
| 97  | Рябцево                                      | деревня | ↘0        | сельское поселение Каринское     |
| 98  | Саблино                                      | деревня | ↗98       | сельское поселение Каринское     |
| 99  | Секирино                                     | деревня | ↗42       | сельское поселение Машоновское   |
| 100 | Ситьково                                     | деревня | ↗5        | сельское поселение Гололобовское |
| 101 | Слепцово                                     | деревня | ↘7        | сельское поселение Гололобовское |
| 102 | Солопово                                     | деревня | ↘91       | сельское поселение Машоновское   |
| 103 | Сохино                                       | деревня | ↗12       | сельское поселение Каринское     |
| 104 | Спас-Дощатый                                 | село    | ↗7        | сельское поселение Машоновское   |
| 105 | Староподастрамьево                           | деревня | ↗10       | сельское поселение Гололобовское |
| 106 | Старо-Подгороднее                            | деревня | ↗49       | сельское поселение Гололобовское |
| 107 | Столпово                                     | деревня | ↗12       | сельское поселение Гололобовское |
| 108 | Струпна                                      | деревня | ↘17       | сельское поселение Струпненское  |
| 109 | Татины                                       | деревня | ↘1        | сельское поселение Струпненское  |
| 110 | Титово                                       | деревня | ↗49       | сельское поселение Машоновское   |
| 111 | Трасна                                       | деревня | ↗36       | сельское поселение Машоновское   |
| 112 | Требовое                                     | деревня | ↗6        | сельское поселение Каринское     |
| 113 | Трегубово                                    | деревня | ↘13       | сельское поселение Струпненское  |
| 114 | Федоровка                                    | деревня | ↗21       | сельское поселение Струпненское  |
| 115 | Филипповичи                                  | деревня | ↘14       | сельское поселение Гололобовское |
| 116 | Хлопово                                      | деревня | ↘63       | сельское поселение Струпненское  |
| 117 | Центральной усадьбы совхоза «40 лет Октября» | посёлок | ↘1001     | сельское поселение Машоновское   |
| 118 | Черемошня                                    | деревня | ↘7        | сельское поселение Струпненское  |
| 119 | Чернево                                      | деревня | ↗155      | сельское поселение Машоновское   |
| 120 | Чирьяково                                    | деревня | →12       | сельское поселение Гололобовское |
| 121 | Чулки-Соколово                               | село    | ↘1235     | сельское поселение Струпненское  |
| 122 | Шарапово                                     | деревня | ↘2        | сельское поселение Машоновское   |
| 123 | Широбоково                                   | деревня | ↘5        | сельское поселение Гололобовское |
| 124 | Шистово                                      | деревня | →0        | сельское поселение Струпненское  |
| 125 | Якшино                                       | деревня | ↘4        | сельское поселение Струпненское  |

## Общая карта
Легенда карты:
|  | Более 25 000 жителей |
|  | 1000 — 2000 жителей  |
|  | 500 — 1000 жителей   |
|  | 200 — 500 жителей    |
|  | Менее 200 жителей    |

## Символика
Основные символы — Герб и Флаг Зарайского района. Гимн района не утверждён.

### Герб
Герб Зарайского района утверждён 15 октября 1991 года исполкомом городского Совета г. Зарайска (это решение было подтверждено 22 ноября 1991 года на десятой сессии городского Совета). За основу был взят исторический герб Зарайска, высочайше утверждённый 29 марта (9 апреля) 1779 года. Геральдическое описание герба гласит: «В первой части щита, в золотом поле, часть герба Рязанского: серебряный меч и ножны, положенные накрест; над ними зелёная шапка, какова на князе в наместническом гербе. Во второй части щита, на голубом поле, старая городская башня, освещённая восходящим солнцем, означающим, что сей город новым учреждением паки возобновлён».

### Флаг
Флаг Зарайского района утверждён 23 апреля 2008 года решением Совета депутатов Зарайского района. Описание флага: «Прямоугольное голубое полотнище с отношением ширины к длине 2:3 с изображением фигур из герба района: вдоль верхнего края красная полоса в 2/9 ширины полотнища; посередине голубой части — красная башня в жёлтом сиянии, а поверх границы красной полосы — меч с ножнами под шапкой, выполненные жёлтым, белым, серым и зелёным цветами».

## Органы местного самоуправления
Устав Зарайского района принят решением Совета депутатов Зарайского района 1 июля 2002 года, принят с изменениями 27 октября 2014 года.
Главными органами местного самоуправления района являются Администрация Зарайского района и Совет депутатов.
Глава Администрации избирается населением района сроком на 5 лет.
Руководство района:
Глава района — Павлов Виктор Николаевич
ВРИО руководителя администрации — Сынков Олег Александрович
Первый зам. главы администрации — Качан Пётр Александрович
Зам.главы администрации по экономике и финансам — Гвоздков Сергей Викторович
Зам.главы администрации по строительству, транспорту и связи — Матвеев Сергей Николаевич
Зам.главы администрации по территориальной безопасности — Суворов Максим Вячеславович
Совет депутатов состоит из 15 депутатов. Срок полномочий составляет 5 лет. Формируется из Глав поселений, входящих в состав района и из депутатов Советов депутатов поселений, избираемых Советами депутатов поселений из своего состава — по 2 депутата от каждого поселения.
Председатель Совета депутатов — Павлов Виктор Николаевич.

## Экономика
На территории Зарайского района работают различные предприятия промышленности, сельского хозяйства и торговли.

### Промышленность
См. также: Экономика Зарайска
Основными отраслями промышленности Зарайского района являются машиностроение, металлообработка, производство строительных материалов, лёгкая промышленность, пищевая промышленность. Практически все промышленные предприятия района расположены в Зарайске.

### Сельское хозяйство
Зарайский район (кроме г. Зарайска) является, по преимуществу, сельскохозяйственным. Сельхозугодья района являются одними из крупнейших в Московской области (их общая площадь составляет 66 229 га, из них пашни 57 070 га). Основными продуктами сельхозпредприятий являются зерновые культуры и картофель (в районе 12 сельхозпредприятий, специализирующихся на выпуске этой продукции). Также развито животноводство.
Всего на территории Зарайского района находится 12 бывших совхозов (ныне акционерные общества) и один колхоз («Память Ильича»).
В июле 2007 года мясоперерабатывающий завод «КампоМос» завершил строительство свинофермы (ООО «КампоФерма») в Зарайском районе. Стоимость проекта составила $18 млн, расчётная мощность — 4 тыс. тонн свинины в год.

## Транспорт

### Автотранспорт
Зарайский район имеет развитую дорожную сеть, состоящую из дорог областного и местного значения. Пассажирские перевозки внутри района осуществляются рейсовыми автобусами (10 маршрутов). После строительства шоссейной дороги Зарайск — Луховицы (в 1949 году) открылось автобусное сообщение с Коломной и Москвой. Кроме этих трёх городов, Зарайск связан автобусным сообщением с Рязанью, Озёрами и Серебряными Прудами. Общая протяжённость районных дорог с твёрдым покрытием — 350 км.

### Железнодорожный транспорт
Железная дорога Москва—Рязань, построенная в 1864 году, не прошла через Зарайский район. В 1870 году от неё до Зарайска провели 24-километровую ветку, что позволило открыть железнодорожное сообщение района с крупными городами России. В 60-х годах XX века пассажирское движение на этом участке прекращено.
Также на территории района проходит участок хордовой линии Узуново — Рыбное.

## Образование
Дошкольные учреждения. На территории Зарайского района открыты 20 детских садов.
Общеобразовательные учебные заведения. В районе работают 11 средних школ, лицей, гимназия, вечерняя школа, 2 основные школы, 6 начальных школ, 3 начальные школы—детских сада.
Средне-специальные учебные заведения: Зарайский филиал ГОУ СПО «Воскресенский колледж», Зарайский педагогический колледж имени В. В. Виноградова.
Высшие учебные заведения: филиал Московского института коммунального хозяйства и строительства, филиал Института экономики и предпринимательства, представительство Московского государственного университета технологий и управления (МГУТУ), представительство дистанционного обучения Современной гуманитарной академии.

## Культура
В Зарайске работают кинокультурный центр, центр культуры и досуга, районный дом культуры, районная и детская библиотеки. На селе открыты 15 сельских домов культуры, 12 сельских клубов, 23 библиотеки.

## Религия

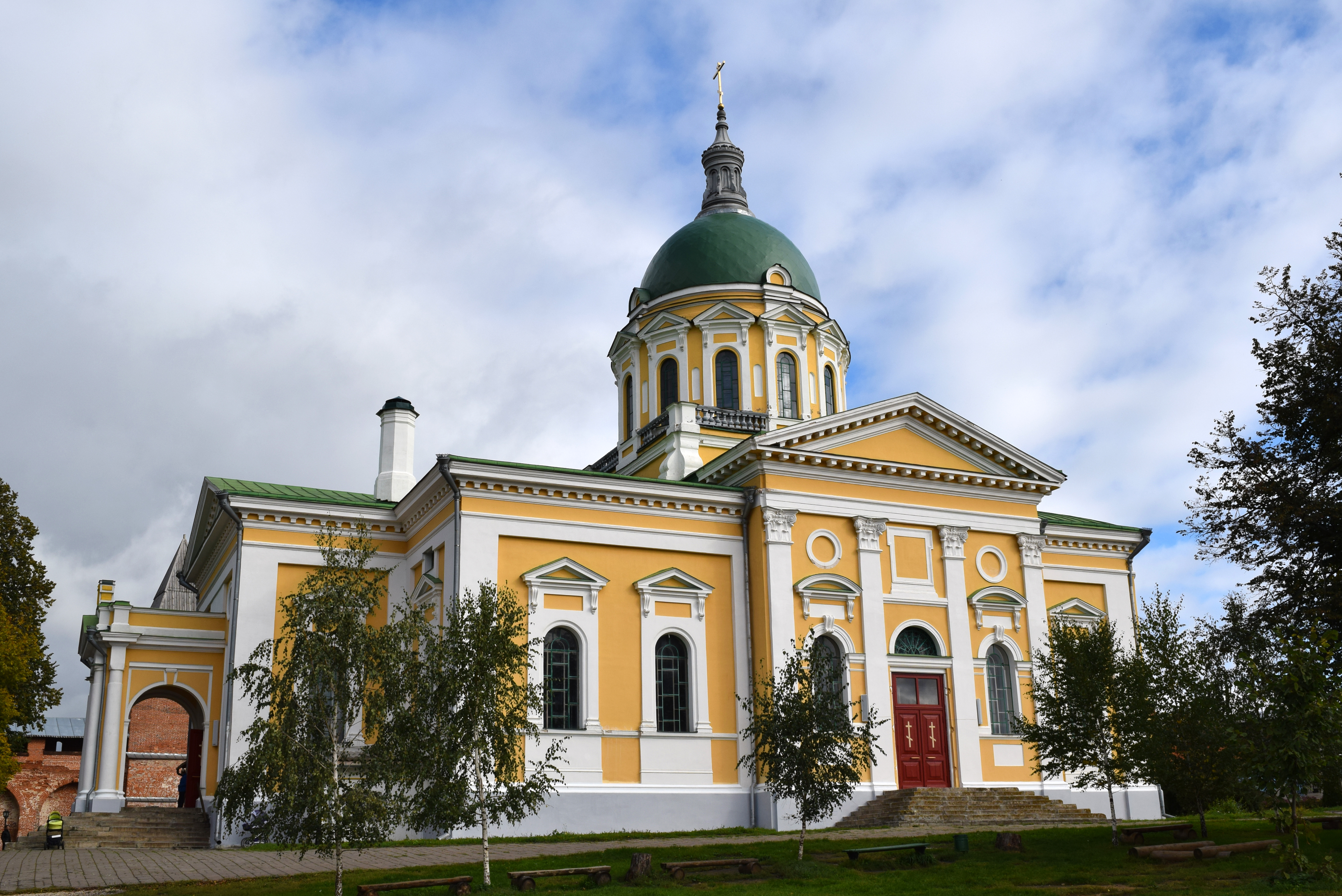
Иоанно-Предтеченский собор

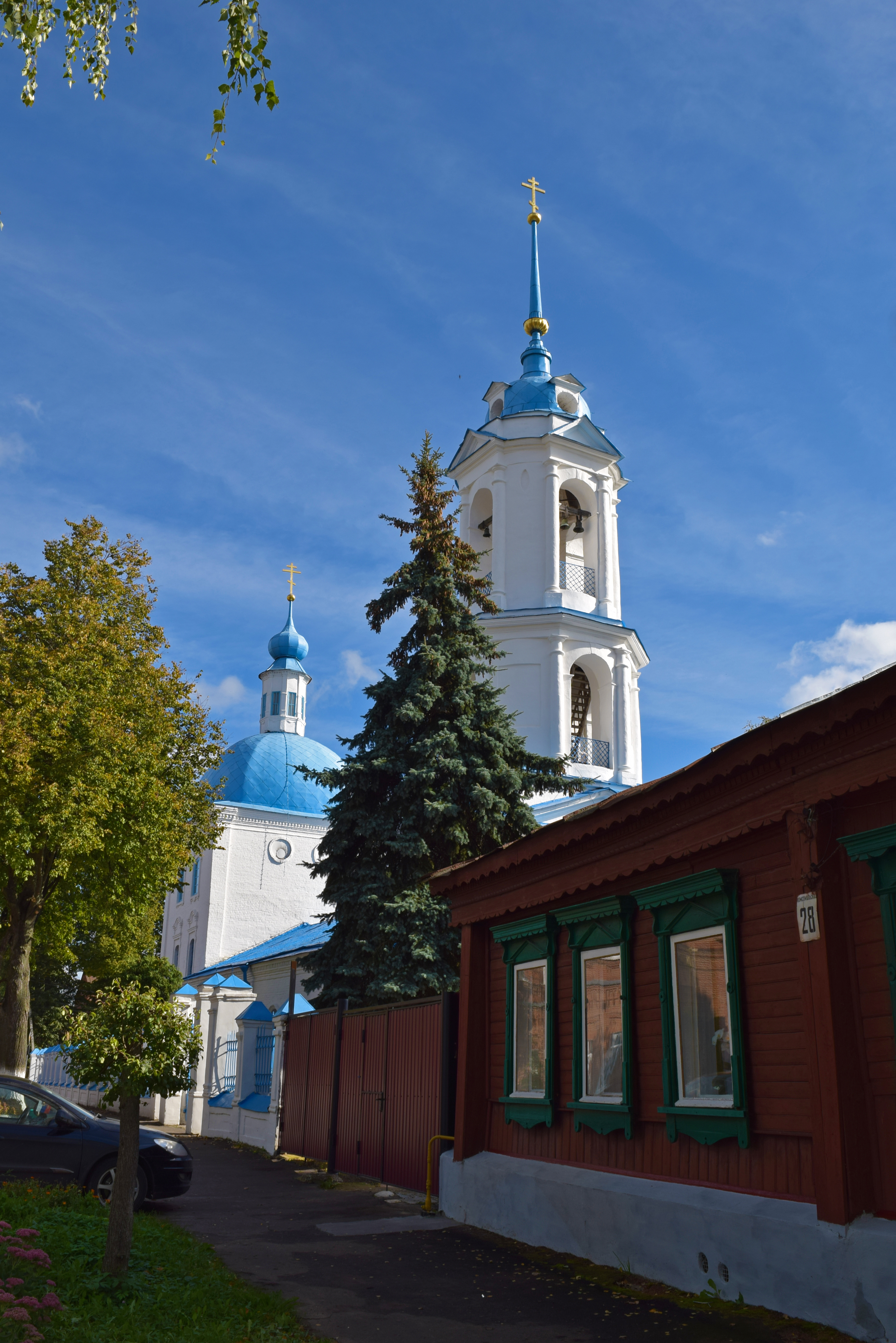
Благовещенская церковь

Преобладающей конфессией Зарайского района является православие. Другие конфессии крайне немногочисленны.

### Православие
В состав Зарайского благочиния, относящегося к Московской епархии, входит около 30 православных храмов, наиболее крупные из которых:
- Никольский собор
- Иоанно-Предтеченский собор
- Благовещенская церковь

Также известен источник «Белый колодец», забивший, согласно легенде, на месте встречи в 1225 году зарайским удельным князем Фёдором Юрьевичем чудотворной иконы святителя Николая Чудотворца (Корсунского). Около источника построены часовня и купальня.

## Средства массовой информации
- Газета: «За новую жизнь» (выходит с августа 1918 года).

Газета «Спорт рядом с Вами», зарайский региональный выпуск (выходила с июня 2010 года по май 2013 года).
- Радио: Зарайская редакция радиовещания филиал ГТРК «РТВ-Подмосковье», вещание 2,5 часа в неделю).
- Телевидение: «Зарайский  филиал "360° Подмосковье"»

В Зарайске находится радиотелевизионная передающая станция, обеспечивающая вещание 3 общероссийских телеканалов, «Зарайского эфирного телевидения», а также радиопрограмм «РТВ-Подмосковье».

## Здравоохранение
В Зарайском районе работает Центральная районная больница, имеющая в своём составе стационар на 330 мест, поликлинику, женскую консультацию, 6 амбулаторий, 21 фельдшерско-медицинский пункт и отделение скорой медицинской помощи.

## Спорт
На территории района работает множество спортивных учреждений:
- Зарайский районный стадион;
- Зарайский конькобежный центр;
- Зарайский районный физкультурно-оздоровительный комплекс "Зарайск";
- лодочная станция на Осетре;
- трасса для мотогонок около д. Трегубово;
- спортивные залы в Зарайске и деревнях района;
- различные спортивные секции.

В 2012 году, созданная на основе частно-государственного партнёрства, зарайская футбольная команда «Подмосковье» выступала в первенстве России среди команд третьего дивизиона, зона «Московская область», заняв последнее место. В межсезонье состав команды был значительно укреплён, однако за день до старта соревнований в третьем дивизионе ФК «Подмосковье» снялся с розыгрыша. Такое решение принял президент клуба Боев Михаил Геннадьевич по причине недостаточности финансовых средств на весь сезон, больше зарайский футбол в соревнованиях первенства России представлен не был.
Наиболее популярные виды спорта: футбол, хоккей, волейбол, лёгкая атлетика, тяжёлая атлетика, шахматы, тхэквондо.
Самый известный зарайский спортсмен — Александр Тарасов, заслуженный мастер спорта СССР, чемпион XVI Олимпийских игр 1956 года (современное пятиборье); воспитанник зарайского футбола Эмин Махмудов (27.04.1992 г.р.) является футболистом самарских «Крыльев Советов».

## Достопримечательности
Почти все достопримечательности района сосредоточены в административном центре — Зарайске.

### Достопримечательности Зарайска

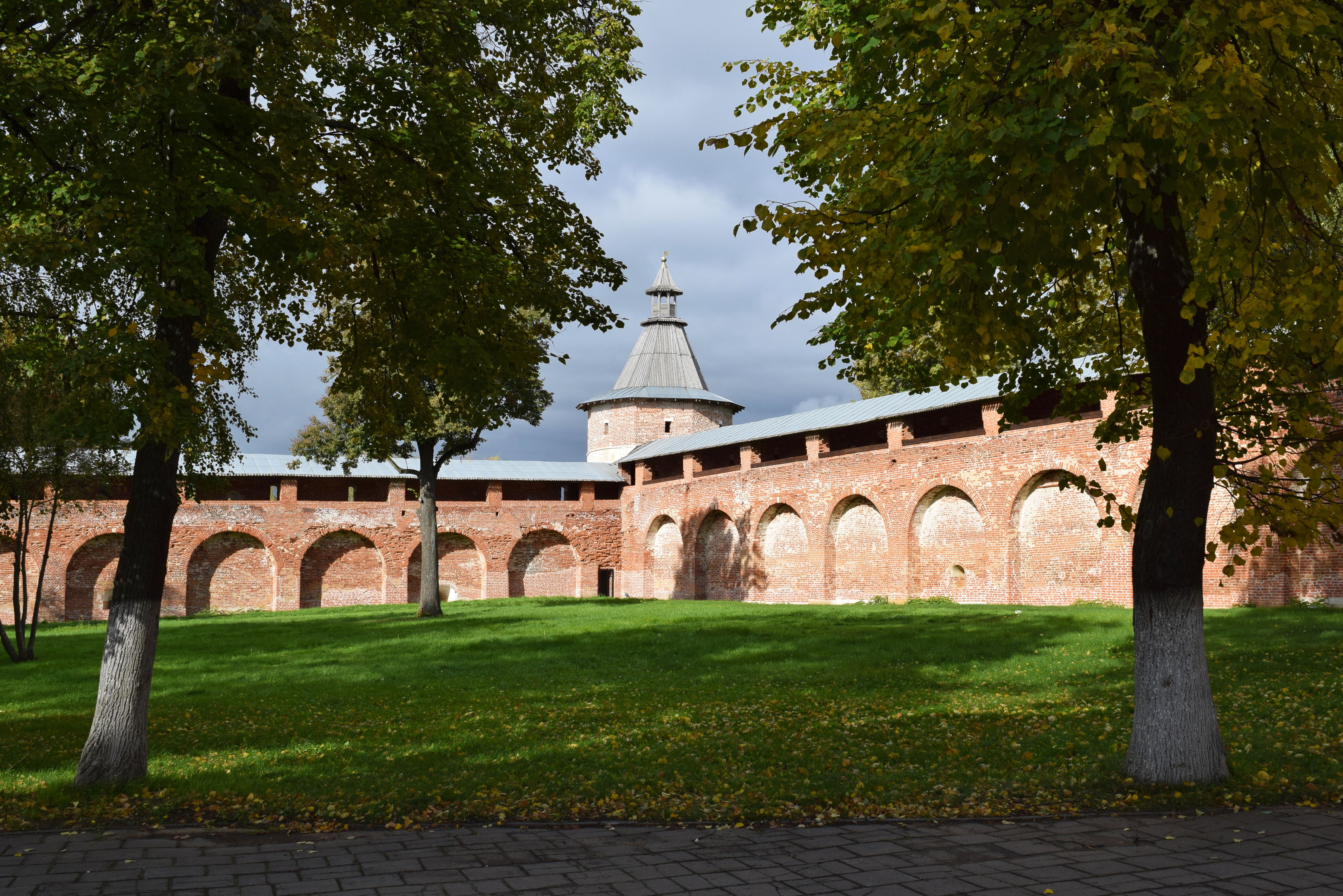
Зарайский кремль. Караульная башня

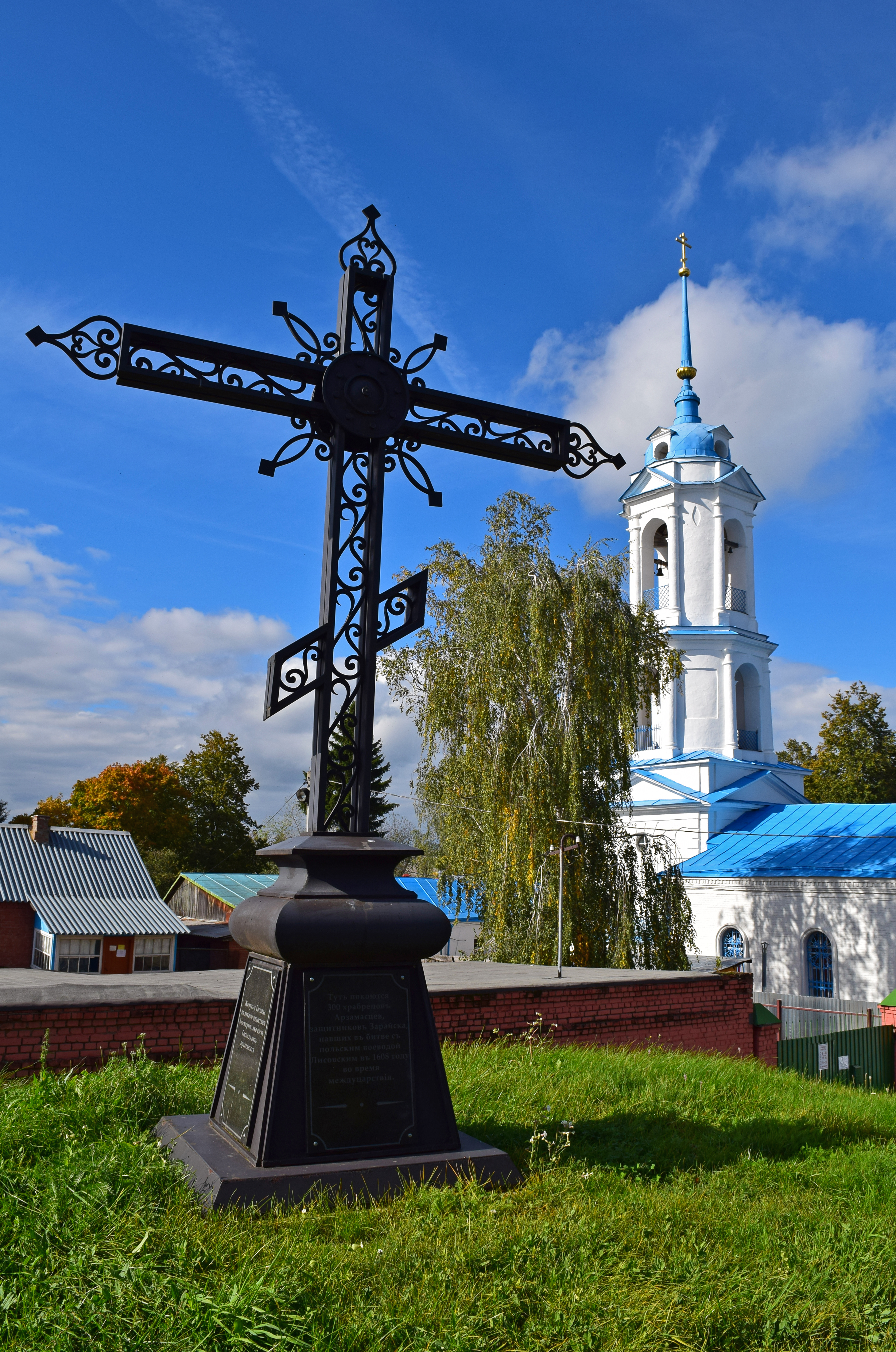
Курган ратников, Благовещенская церковь

Среди главных достопримечательностей города:
Архитектура:
- Зарайский кремль (1528—1531)
- Никольский собор (1681)
- Иоанно-Предтеченский собор (1901—1904)
- Троицкая церковь (1776—1788, в 1930-2014 годах в ней располагался Зарайский историко-художественный музей)
- Благовещенская церковь (1777—1825)
- Ильинская церковь (1819—1835)
- Казанский храм (1879)
- Гостиный двор (конец XVIII века)
- Водонапорная башня (1914)

Исторические памятники:
- Святой источник «Белый колодец»
- Братская могила—курган ратников Арзамаса и Рязани
- Великое поле

Исторические дома:
- Дача Редерса
- Дом купца Ярцева
- Дом Бахрушиных
- Дом Типицина
- Дом Локтевых
- Здание земства
- Дом Мачтета
- Дом Шолоховых
- Дом Иванова(конец XVIII века)
- Здание женской гимназии (в 1941-1945 — военный госпиталь)
- Школа красных военных лётчиков (известные выпускники — Л.Г.Минов, П.А.Джибелли, Б.А.Туржанский).

Музеи:
- Государственный музей-заповедник «Зарайский Кремль»
- Дом-музей А. С. Голубкиной

Памятник археологии:
- Зарайская стоянка — памятник эпохи верхнего палеолита, древнейшее поселение человека, обнаруженное на территории современной Московской области. Открыта в 1980 году. Стоянка является археологическим памятником мирового значения.

Подробнее см.: Достопримечательности Зарайска

### Достопримечательности за пределами Зарайска

#### Археология
На территории Зарайского района существовало множество курганов, стоянок и городищ. Среди археологических памятников района можно выделить финно-славянское погребение IX—X вв. около д. Кувшиново, большую группу курганов XII—XIII вв. в урочище Кошевниково (недалеко от д. Апонитищи), многочисленные могильные памятники вятичей.

#### Усадьбы
- Главная достопримечательность района — Музей-усадьба Ф. М. Достоевского в селе Даровое, в 12 км на юго-запад от Зарайска. Усадьбу в 1831 году приобрёл отец писателя, М. А. Достоевский. В 1839 г. М. А. Достоевский был убит в Даровом крепостными крестьянами. В то время село относилось к Каширскому уезду Тульской губернии. В 1833 году Достоевскими также была куплена соседняя усадьба Черемошня. Ф. М. Достоевский жил в Даровом каждое лето с 1832 по 1836 год, затем посетил усадьбу в 1877 году. Детские впечатления и обстоятельства гибели отца были творчески переработаны писателем в романе «Братья Карамазовы». В 1929 году Даровое вошло в состав вновь образованного Зарайского района. В 1974 году усадьба приобрела статус музея республиканского значения, а с августа 1990 года стала филиалом Зарайского историко-художественного музея[47]. 25 сентября 1993 года в Даровом открыт памятник писателю (авторы — Ю. Ф. Иванов, Н. А. Ковальчук).
- Ильицыно — усадьба Гончаровых.
  - Спасская церковь (1786)

#### Храмы

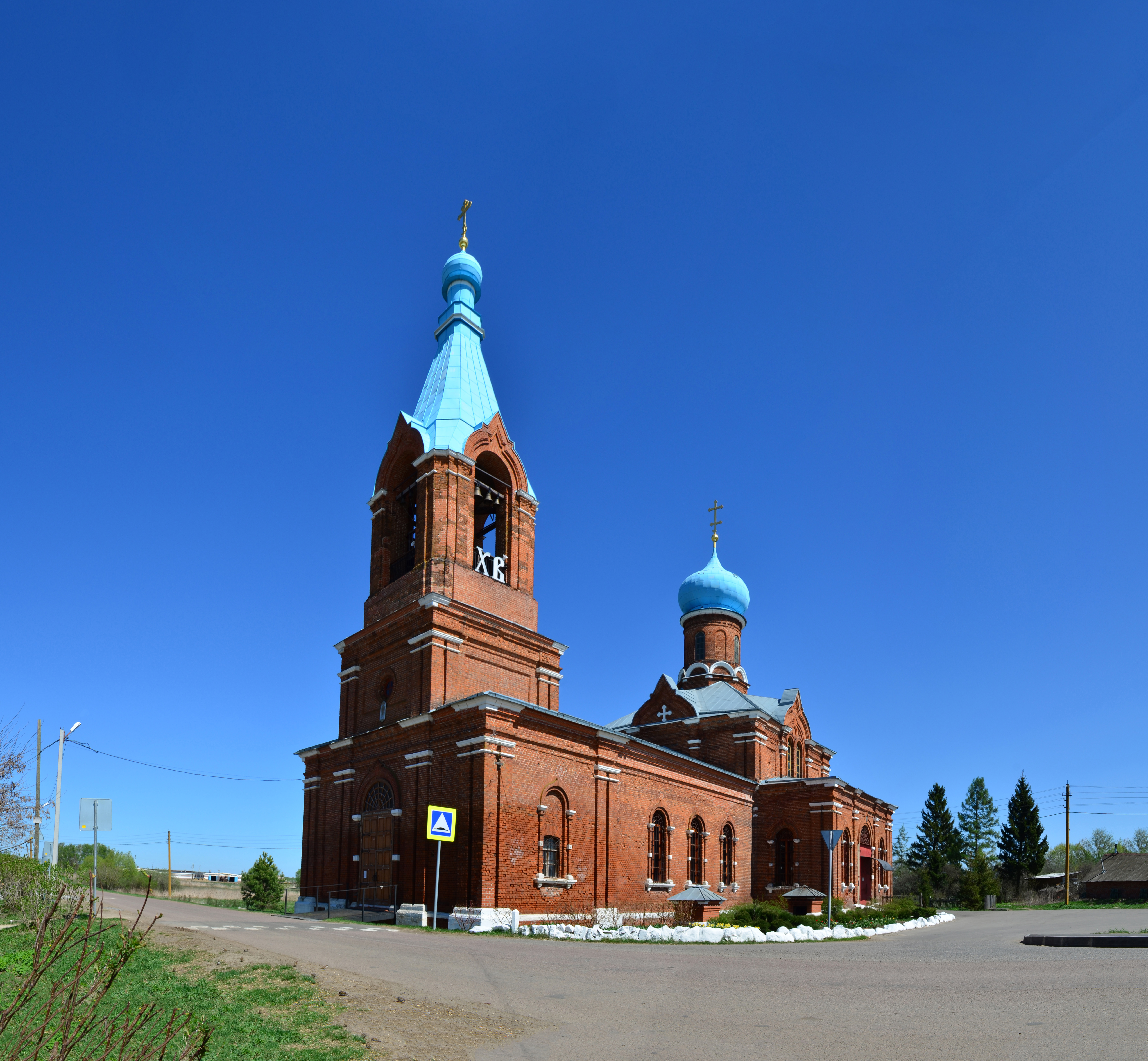
Рожново.Успенская церковь.

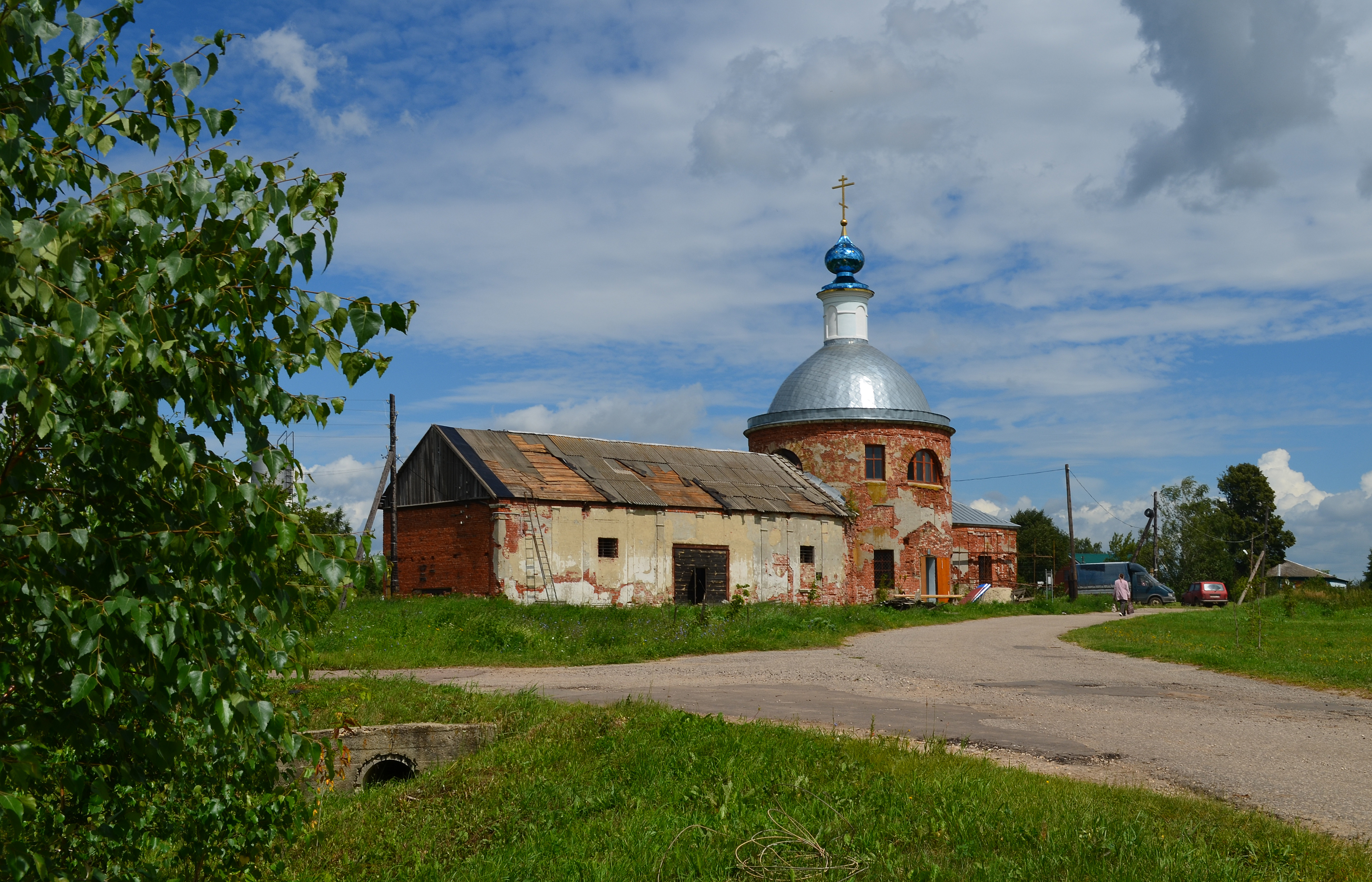
Карино.Смоленская церковь.

В сёлах района в том или ином состоянии сохранилось около 20 старинных церквей:
- Верхнее Маслово — Никольская (1905)
- Спас Дощатый (Церковь Преображения Господня, 1709—1713)
- Журавна (Церковь Преображения Господня, 1698—1710)
- Зименки — Покровская (1899)
- Злыхино — Покровская (1858—1860)
- Карино — Смоленская (1824—1829)
- Клин-Бельдин — Благовещенская (1907)
- Куково — Успенская (1755)
- Моногарово — Духовская (1763)
- Никитино — Преображенская (1775—1823)
- Пронюхлово (Церковь Рождества Христова, конец XVII века),
- Прудки — Рождества Богородицы (1849)
- Радушино — Рождества Богородицы (1772)
- Рожново — Успенская (1876—1884)
- Струпна — Преображенская (?)

## Известные люди, связанные с Зарайским районом
- Артём, Александр Родионович — актёр Московского художественного театра; родился в с. Столпово Зарайского уезда (ныне д. Столпово Зарайского района).
- Бахрушин, Алексей Александрович — купец, коллекционер и покровитель искусств, создатель Театрального музея; выходец из Зарайска.
- Виноградов, Виктор Владимирович — советский литературовед и лингвист-русист, академик АН СССР; родился в Зарайске.
- Достоевский, Фёдор Михайлович — великий русский писатель, с 1832 по 1836 год каждое лето жил в с. Даровое Каширского уезда (ныне д. Даровое Зарайского района)
- Гончаров, Андрей Александрович (1918—2001) — театральный режиссёр, народный артист СССР (1977).
- Голубкина, Анна Семёновна — скульптор; родилась, жила и умерла в Зарайске.
- Горбунов, Владимир Петрович — советский авиаконструктор, под руководством которого был создан скоростной истребитель ЛаГГ-3, лауреат Сталинской премии, уроженец с. Журавна.
- Горбунов, Сергей Петрович — выдающийся организатор советской авиапромышленности, директор крупнейшего в Европе авиазавода № 22 (Фили), уроженец с. Журавна
- Есенин, Сергей Александрович — русский поэт, неоднократно бывал в Зарайске и посвятил стих городу:

Прощай Зарайск! Я уезжаю!

Увидел я твою красу.

И в памяти своей надолго сохраню

Твоих друзей, поля, Осётр — реку
- Захаров, Семён Егорович — советский адмирал, один из немногих кавалеров ордена Ушакова 1 степени, родился в селе Столпово (Сельское поселение Гололобовское).
- Киреев, Николай Петрович — актёр, переводчик и драматург; родился в Зарайске.
- Константинов, Фёдор Денисович — график, народный художник СССР, член-корреспондент Академии художеств; родился в селе Макеево Зарайского уезда.
- Куприн, Александр Иванович — писатель; в 1898—1901 годах посещал Зарайский уезд.
- Леонов, Виктор Николаевич — дважды Герой Советского Союза, разведчик; родился в Зарайске.
- Мачтет, Григорий Александрович — писатель, в 1892—1895 годах жил в Зарайске.
- Мерецков Кирилл Афанасьевич — маршал Советского Союза; родился в деревне Назарьево Зарайского уезда.
- Пушкина-Ланская, Наталья Николаевна — супруга Александра Сергеевича Пушкина; часто бывала в принадлежащем её семье поместье Ильицыно Зарайского уезда (ныне д. Ильицыно Зарайского района).
- Повалишин, Николай Фёдорович — контр-адмирал, участник Крымской войны (Обороны Севастополя 1854—1855 годов).
- Пожарский, Дмитрий Михайлович — князь, русский полководец; в 1610—1611 годах был воеводой Зарайска.
- Полежаев, Александр Иванович — русский поэт; в 1833—1834 годах находился в Зарайске в составе расквартированного здесь Тарутинского егерского полка.
- Радимов, Павел Александрович — русский поэт и художник; родился в селе Ходяйново Зарайского уезда, провёл детские и отроческие годы в Зарайске.
- Сперантова, Валентина Александровна — актриса, народная артистка СССР; родилась в Зарайске.

## Интересные факты
- Дед А. С. Пушкина — Лев Александрович Пушкин — и прадед будущей жены поэта, Н. Н. Гончаровой — Афанасий Абрамович Гончаров — были совладельцами селений Латыгори и Ананьина пустошь Зарайского уезда. Прапрадед Н. Н. Гончаровой, А. В. Загряжский, в XVII в. был воеводой в Зарайске[48].
- В мае 1931 года Цзян Цзинго (сын Чан Кайши) под псевдонимом Николай Елизаров участвовал в создании колхозов в сёлах Большое Жоково и Большое Коровино, входивших на тот момент в состав Зарайского района[49].

## Зарайский район в художественной литературе
- Ф. М. Достоевский. Про одного из второстепенных героев «Преступления и наказания», маляра Миколая Дементьева, взявшего на себя убийство старухи-процентщицы, говорится, что он «нашей губернии и уезда, Зарайского». В «Братьях Карамазовых» неоднократно упоминается деревня Чермашня (д. Черемошня, относящаяся ныне к Зарайскому району, принадлежала отцу писателя).
- В стихотворении «Евпраксия» Д. В. Веневитинова описываются события первой половины XIII в., связанные, в частности, с зарайским удельным князем Фёдором Юрьевичем и его женой Евпраксией («Шуми, Осётр! Твой брег украшен // Делами славной старины…»).
- У Л. А. Мея есть произведение на эту же тему — «Песня про боярина Евпатия Коловрата» («Ох ты, батюшка, город Зарайск // новоставленный!»).
- События повести «Омон Ра» Виктора Пелевина происходят в Зарайске.